# هان جی سانگ
هان جی سانگ (کره‌ای: 한지상؛ زادهٔ ۲۵ ژوئیه ۱۹۸۲) بازیگر اهل کره جنوبی است. او به عنوان بازیگر تئاتر موزیکال در موزیکال گریس فعالیت خود را آغاز کرد.
او یکی از پنج بازیگر مورد درخواست در موزیکال است.
در ۲۵ ژوئیه ۲۰۱۴، هان با موفقیت کنسرت خودش با نام «هان جی سانگ پریمیوم کنسرت در توکیو» را در توکیو هال، توکیو، ژاپن برگزار کرد.

## اوایل زندگی
هان جی سانگ زادهٔ سئول، کره جنوبی است. یکماه پس از تولد او، خانواده‌اش به‌طور ناگهانی به فرانسه رفتند. او تا چهارسالگی در فرانسه بود و در آنجا به مهدکودک رفت. او به زبان فرانسوی تسلط داشت اما اکنون چیزی از آن را به خاطر نمی‌آورد.

## فیلم‌شناسی

### فیلم
| سال  | عنوان         | نقش                               |
| ---- | ------------- | --------------------------------- |
| ۲۰۱۵ | سه شب تابستان | رئیس تحقیقات جنایی (حضور افتخاری) |
| ۲۰۱۷ | بلو باسکینگ   | مین وو                            |

### مجموعه تلویزیونی
| سال  | عنوان           | نقش                                | شبکه     |
| ---- | --------------- | ---------------------------------- | -------- |
| ۲۰۱۴ | عاشقان گل رز    | پارک کانگ ته                       | ام‌بی‌سی   |
| ۲۰۱۶ | مامان شاغل      | چا ایل موک                         | ام‌بی‌سی   |
| ۲۰۱۸ | خنده در وایکیکی | ته هیون (حضور افتخاری، قسمت ۲ و ۳) | جی‌تی‌بی‌سی |
| ۲۰۱۹ | هه‌چی            | دو جی کوانگ                        | اس‌بی‌اس   |
| ۲۰۱۹ | روح را بگیر     | کو دو نام                          | تی‌وی‌ان   |